# World Series of Poker 2004
De World Series of Poker 2004 werd gehouden van 21 april t/m 28 mei in de Binion's Horseshoe in Las Vegas.

## Toernooien
| Event                                | Winner             | Prize    | Runner-up             |
| ------------------------------------ | ------------------ | -------- | --------------------- |
| $500 Casino Employee's Limit Hold'em | Carl Nessel        | $40,000  | Cory Pocket           |
| $2,000 No Limit Hold'em              | James Vogl         | $400,000 | Shawn Rice            |
| $1,500 Seven Card Stud               | Ted Forrest        | $111,440 | Chad Brown            |
| $1,500 Limit Hold-em                 | Aaron Katz         | $234,940 | Richard Gardner-Brown |
| $1,500 Omaha Hi-Lo Split             | Curtis Bibb        | $160,000 | Paul Phillips         |
| $1,500 Pot Limit Hold'Em             | Minh Nguyen        | $155,420 | Lorne Persons         |
| $1,000 No-Limit Hold'Em              | Gerry Drehobl      | $365,900 | John Juanda           |
| $2,000 Pot Limit Omaha               | Chau Giang         | $187,920 | Robert Williamson III |
| $1,500 No Limit Hold 'Em             | Scott Fischman     | $300,000 | Joe Awada             |
| $2,000 Seven Card Stud Hi-Lo Split   | Cyndy Violette     | $135,900 | Pete Kaufman          |
| $2,500 Limit Hold'Em                 | Eli Balas          | $174,440 | Steve Shkolnik        |
| $2,000 H.O.R.S.E.                    | Scott Fischman     | $100,200 | John Cover            |
| $5,000 No Limit Hold'Em              | Thomas Keller      | $382,020 | Martin de Knijff      |
| $1,500 Seven Card Stud Hi-Lo Split   | Hasan Habib        | $93,060  | Tommy Polk            |
| $2,000 Limit Hold' Em                | Daniel Negreanu    | $169,100 | Chris Hinchcliffe     |
| $5,000 No-Limit Deuce to Seven Draw  | Barry Greenstein   | $296,200 | Chris Ferguson        |
| $1,500 Limit Hold 'Em Shootout       | Kathy Liebert      | $110,180 | Kevin Song            |
| $1,500 No-Limit Hold 'Em Shootout    | Phi Nguyen         | $180,000 | Kirill Gerasimov      |
| $2,000 Omaha Hi-Lo Split             | Annie Duke         | $137,860 | Ron Graham            |
| $1,000 Ladies Limit Hold 'Em         | Crystal Doan       | $58,530  | Millie Shiu           |
| $2,000 Pot Limit Hold 'Em            | Antonio Esfandiari | $58,530  | Phi Nguyen            |
| $5,000 Omaha Hi-Lo Split             | Brett Jungblut     | $187,720 | John Cernuto          |
| $1,500 No Limit Hold'em              | Ted Forrest        | $300,300 | Susan Pritchett       |
| $5,000 Seven Card Stud               | Joe Awada          | $221,000 | Marcel Lüske          |
| $3,000 Pot Limit Hold'Em             | Gavin Griffin      | $270,420 | Garry Bush            |
| $1,500 Seven Card Razz               | T.J. Cloutier      | $90,500  | Dutch Boyd            |
| $1,000 Deuce to Seven Triple Draw    | Farzad Bonyadi     | $86,980  | Trung Ly              |
| $1,000 Seniors No-Limit Hold'em      | Gary Gibbs         | $136,960 | Carl McKelvey         |
| $5,000 Limit Hold 'Em                | John Hennigan      | $325,360 | An Tran               |
| $3,000 No-Limit Hold'em              | Mike Sica          | $503,160 | John Kabbaj           |
| $5,000 Pot Limit Omaha               | Ted Lawson         | $500,000 | Lee Watkinson         |
| $1,500 A-5 Draw Lowball              | Norm Ketchum       | $84,500  | Barry Greenstein      |
| Media Charity Event                  | Michael Kaplan     | $10,000  |                       |

## Main Event
De Main Event was het grootste toernooi van de WSOP van 2004. Het is een 10.000 dollar No-Limit Texas Hold'em toernooi. De winnaar van dit toernooi wordt gezien als de officieuze wereldkampioen poker. Door de overwinning van Chris Moneymaker het voorgaande jaar (hij kwalificeerde zich via een $39,- toernooi op PokerStars op internet), 'explodeerde' het aantal deelnemers bijna: er deden in totaal 2.576 spelers mee.

### Finaletafel
| Positie | Naam              | Prijs      |
| ------- | ----------------- | ---------- |
| 1ste    | Greg Raymer       | $5.000.000 |
| 2de     | David Williams    | $3.500.000 |
| 3de     | Josh Arieh        | $2.500.000 |
| 4de     | Dan Harrington    | $1.500.000 |
| 5de     | Glenn Hughes      | $1.100.000 |
| 6de     | Al Krux           | $800.000   |
| 7de     | Matt Dean         | $675.000   |
| 8ste    | Mattias Andersson | $575.000   |
| 9de     | Michael McClain   | $470.400   |

### Andere hoge posities
| Positie | Naam            | Prijs    |
| ------- | --------------- | -------- |
| 10de    | Marcel Lüske    | $373.000 |
| 17de    | Gary Jones      | $175.000 |
| 18de    | Harry Demetriou | $147.500 |
| 26ste   | Chris Ferguson  | $120.000 |

## WSOP Player of the Year
De WSOP reikt sinds 2004 een WSOP Player of the Year-award uit aan de speler die tijdens de betreffende jaargang de meeste punten scoort. Hiervoor tellen alleen toernooien mee waaraan iedereen mee kan doen, de spelen die alleen toegankelijk zijn voor vrouwen, senioren en casino-medewerkers niet. In 2006 en 2007 werd de uitkomst van het Main Event en het $50.000 H.O.R.S.E.-toernooi ook niet meegeteld. In 2008 telde het laatstgenoemde toernooi wel mee, het Main Event niet. Sinds 2009 tellen alle vrij toegankelijke toernooien mee, inclusief het Main Event.
Van 2004 tot en met 2010 telden alleen toernooien van de originele World Series of Poker in de Verenigde Staten mee voor het Player of the Year-klassement. Vanaf 2011 worden ook de resultaten van de World Series of Poker Europe en vanaf 2013 ook die van de World Series of Poker Asia Pacific meegerekend. Organisator Bluff Magazine paste in 2011 het scoresysteem aan en sindsdien beïnvloeden ook de inschrijfgelden en grootte van de deelnemersvelden het aantal punten dat spelers per evenement kunnen halen.
WSOP Player of the Year 2004 werd Daniel Negreanu, die zich dat jaar zes keer naar een geldprijs speelde, waarbij hij één keer een toernooi won en hij in vier andere ook de finaletafel bereikte.